# Sesameae
Sesameae, jedan od 3 tribusa iz biljne porodice sezamovki. Sastoji se od 4 roda, a ime je došlo po rodu Sesamum . Kew rodove Josephinia i Dicerocaryum tretira kao sinonime roda sezam. 

## Rodovi
1. Tribus Sesameae Dumort.
  1. Sesamum L. (22 spp.)
  2. Josephinia Vent. (3 spp.)
  3. Dicerocaryum Bojer (4 spp.)
  4. Linariopsis Welw. (2 spp.)